# Learning activity management system
El LAMS (Learning Activity Management System) és un sistema d'aprenentatge de programari lliure que permet dissenyar, gestionar i executar activitats educatives d'aprenentatge en línia (online). En tractar-se d'un programari lliure, qualsevol persona o institució el pot descarregar i instal·lar sense haver de pagar per utilitzar-lo, segons els termes de la llicència GPL versió 2.
Ofereix als professors un entorn d'edició visual intuïtiu per a crear seqüències d'aprenentatge d'una manera senzilla. Es basa en els conceptes d'activitat d'aprenentatge i aprenentatge col·laboratiu o en grup, fet que ha portat a crear excel·lents dissenys d'aprenentatge en forma de seqüències d'aprenentatge, que es poden compartir en la Comunitat LAMS per mitjà del seu repositori.
Ofereix una gamma d'eines i activitats predissenyades, que es poden combinar entre si per a construir les seqüències. Aquestes seqüències d'activitats les poden utilitzar després els estudiants de manera col·laborativa, amb l'entorn d'execució per a reproduir les seqüències, cosa que permet a aquests estudiants interactuar amb les activitats i els recursos i als professors monitorar l'estat de les seqüències d'activitats. Es pot utilitzar de manera aïllada o en col·laboració amb altres sistemes de gestió d'aprenentatge utilitzats com per exemple, Moodle, Sakai, .LRN, WebCT o Blackboard

## Història
Sorgeix al voltant del 2002 com a eina informàtica que cobreix algunes de les deficiències detectades en els sistemes de gestió d'aprenentatge i en les propostes d'estandardització educatives de l'època i que, almenys en part, romanen en l'actualitat.
És un dels projectes que es duen a terme dins del Centre d'Excel·lència en e-learning de la Universitat de Macquarie a Australia (Macquarie University's E-Learning Centre Of Excellence, MELCOE) dirigit per James Dalziel, creador del propi sistema La LAMS Foundation és una institució sense ànim de lucre propietària dels drets de tot el programari, i s'encarrega de gestionar l'R+D del sistema i dels conceptes de disseny d'aprenentatge en els quals se sustenta el programari. Col·labora amb LAMS international per l'adopció i implementació a tots els sectors educatius.

## Característiques
Entre les característiques podem destacar:
- Està traduït a més de 30 idiomes, entre els quals es troba l'espanyol, l'anglès, el francès, l'alemany, etc.
- Té un editor multimèdia per a tots els tipus d'activitats i permet als estudiants i als professors exportar el portafolis (zona particular en la qual guardar el seu treball personal) amb totes les activitats realitzades.
- Està basada en l'especificació de l'IMS Learning Design Level A i IMS Content Packaging que descriu i codifica les metodologies educatives i és possible utilitzar objectes d'aprenentatge en aquesta especificació.
- Proporciona un entorn de disseny virtual que permet crear, emmagatzemar i reutilitzar seqüències d'aprenentatge en què es pot definir: diversos tipus d'activitats, l'ordre de realització de cada activitat, el moment en què es passa d'una activitat a la següent (pot ser en un temps determinat fixat pel professor, o quan tots els alumnes del grup finalitzin l'activitat anterior, o quan el professor, que està monitorant l'evolució dels alumnes a través del seu ordinador, així ho decideixi) i la realització de bifurcacions condicionals en la seqüència d'activitats.

- Existeixen diversos perfils per utilitzar l'eina: administrador, autor (dissenyador), professor (monitor) i alumne.
- Es treballa amb ella a través d'un navegador web.
- Permet gestionar jsMath, mètode per incloure fórmules matemàtiques en pàgines web. Un cop instal·lat al servidor, els autors ho poden aplicar per mostrar fórmules matemàtiques, els estudiants no necessiten fer res per visualitzar-les correctament. Amb aquesta eina es facilita la creació de seqüències d'aprenentatge que necessitin la utilització de fórmules matemàtiques.
- Permet realitzar les activitats on-line o off-line, en totes les activitats hi ha instruccions que indiquen com realitzar el tractament on-line o off-line.
- Permet crear grups d'alumnes. Els alumnes que pertanyen a cada grup es poden escollir de manera aleatòria o definits expressament pel professor. La realització de grups automàticament per part de l'aplicació es pot realitzar en qualsevol moment de la seqüència d'aprenentatge col·locant la icona corresponent com si fos una activitat més de la seqüència. Encara que s'hagi realitzat un agrupament d'alumnes per a una activitat, és possible ubicar activitats anteriors o posteriors a la mateixa que hagin de ser completades de forma individual.
- És possible definir el moment en què començarà l'activitat, de tal manera que es pot deixar programat a priori l'inici d'una activitat per a un moment futur determinat.
- Disposa de missatgeria instantània.

## Seqüències
El sistema defineix cada curs com una seqüència d'activitats organitzada en forma lineal, des de la primera activitat fins a l'última, que cada usuari ha d'executar per completar el curs. Permet alterar aquesta seqüència lineal introduint activitats opcionals, i també bifurcacions o ramificacions. Alhora es poden introduir explícitament punts de control o portes, en què el flux d'aprenentatge es pot aturar segons el compliment d'una certa condició.
Les ramificacions i les portes són punts de control són condicionals, és a dir, el camí pel qual avança l'estudiant i si ho pot fer, es decideix automàticament segons el compliment o no d'una condició que el dissenyador ha d'explicitar. Aquestes condicions poden ser del tipus següent: l'arribada d'una data planificada, la necessitat d'autorització del professor, la compleció correcta d'una activitat anterior, la pertinença a un grup d'estudiants o a un altre.
D'altra banda, també permet incloure en la seqüència grups d'alumnes, de tal manera que és possible assignar una tasca a una agrupació determinada d'alumnes. Aquests grups poden ser assignats pel professor, pels mateixos alumnes, o de forma aleatòria en funció del nombre de grups i/o d'alumnes.

## Activitats

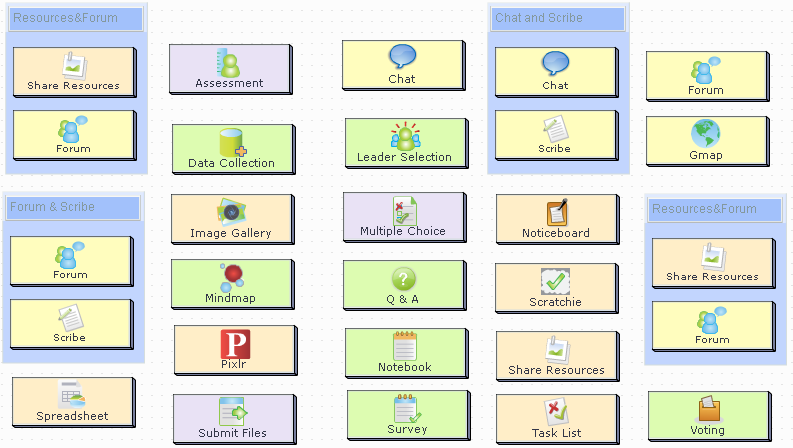
Icones de les activitats de lessonLAMS

Està basat en el disseny d'activitats que s'enllacen a través d'una seqüència que forma el curs. Cada activitat desplega una eina (tool) d'interacció amb l'usuari. Les eines disponibles en LAMS són molt variades:
- Activitats de comunicació i col·laboració:xats,fòrums de discussió,wiki, DimDim.
- Activitats de distribució de continguts: cartellera, compartir recursos.
- Activitats d'avaluació i lliurament de tasques: enviar arxius, preguntes i respostes,preguntes d'opció múltiple,llista de tasques, votació, enquestes i col·lecció de dades.
- Activitats combinades: permeten l'ús de dues eines de forma compartida, permetent el seu ús al mateix temps
- Altres activitats: Google Maps, Pixlr Image Editing Tool.

## Programari

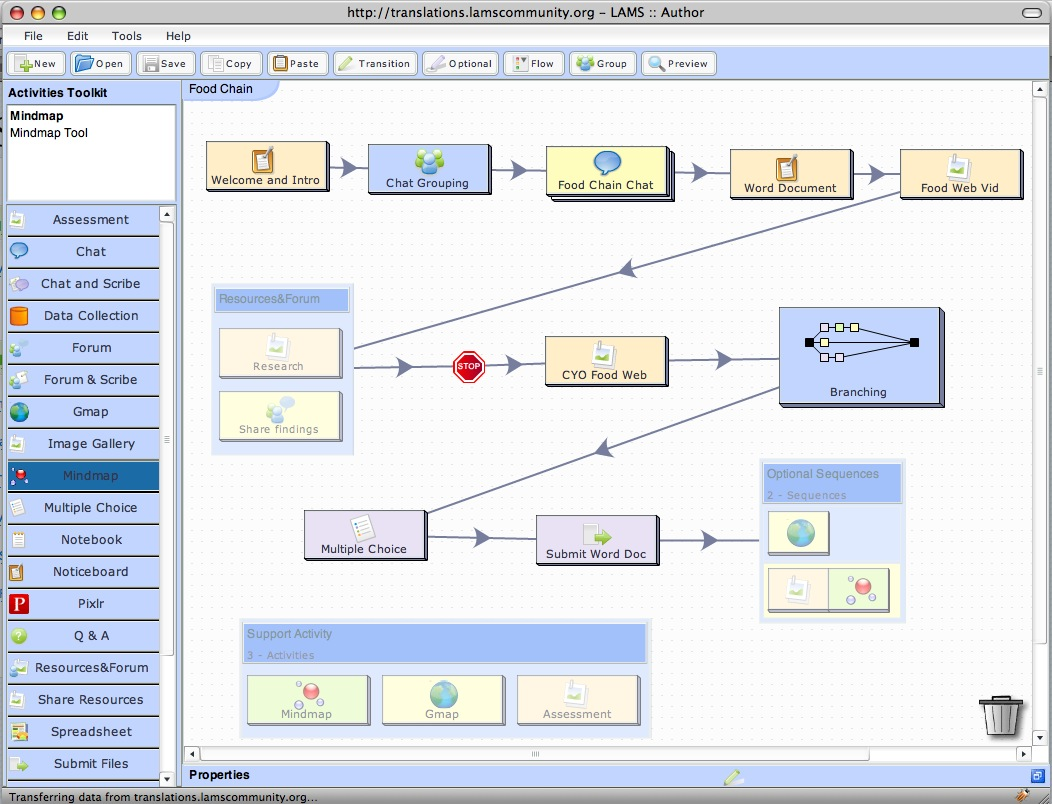
Exemple de l'interfície del sistema LAMS

Ofereix una interfície visual que permet als usuaris editar seqüències d'aprenentatge, reproduir-les i supervisar-ne l'execució.
- L'editor permet al professor fer autoria de seqüències d'aprenentatge.
- El reproductor permet a l'estudiant associar una seqüència d'aprenentatge a un grup d'estudiants, desplegar-la i executar-la. El reproductor es pot usar en solitari, o bé integrat amb un LMS (per exemple, Moodle).
- El monitor permet al professor supervisar l'estat d'execució de les seqüències d'aprenentatge desplegades i en curs.